# Shiotani Shinsuke
Shinsuke Shiotani (sinh ngày 11 tháng 5 năm 1970) là một cầu thủ bóng đá người Nhật Bản.

## Sự nghiệp câu lạc bộ
Shinsuke Shiotani đã từng chơi cho Otsuka Pharmaceutical, Kyoto Purple Sanga và Gamba Osaka.